# 氰乙酰胺
氰乙酰胺是一种有机化合物，化学式为C3H4N2O。它可由氰乙酸乙酯和浓氨水反应得到：
它和五氯化磷或三氯氧磷反应，可以得到丙二腈。